# Georg Ludwig Avenarius
Georg Ludwig Avenarius (* 4. Mai 1699 in Berka; † 11. März 1775 in Mühlhausen) war ein preußischer Jurist und Resident.

## Leben

### Familie
Georg Ludwig Avenarius war der Sohn des Superintendenten Johannes Avenarius und dessen Ehefrau Anna Sophia (* 2. Januar 1678 in Marksuhl; † 12. Mai 1735 in Gera), die Tochter des Marksuhler Pfarrers Johann Caspar Rebhahn; er hatte noch drei Geschwister.
Sein Vetter war der Organist und Komponist Johannes Avenarius (1687–1744), ein Studienkollege Johann Sebastian Bachs.
Im August 1734 heiratete er Johanna Dorothea († 1779), die Tochter von Benjamin Eisenhardt († 1766), Archidiakon in Mühlhausen; zu seinen Kindern gehörte unter anderem Johann Ludwig Avenarius.
Bei seinem Tod hinterließ er fast 3.700 Taler und mehrere städtische Grundstücke.

### Werdegang
Georg Ludwig Avenarius besuchte die lutherische Lateinschule in Schmalkalden und immatrikulierte sich am 15. Oktober 1717 an der Universität Jena zu einem Studium der Rechtswissenschaften. Er wechselte 1720 an die Universität Halle und kehrte 1721 nach Jena zurück und disputierte im selben Jahr öffentlich bei Johann Heinrich Kromayer (1689–1734). Er beendete das Studium, erwarb jedoch offenbar keinen akademischen Grad.
Seit 1723 war er als Advokat in der Reichsstadt Mühlhausen tätig.
Er führte seit den frühen 1730er Jahren die rechtlichen Angelegenheiten für den fürstlich-fuldaischen Hof (siehe Hochstift Fulda) mit dem Prädikat fürstlich-fuldaischer Lehnsrat und Kommissar im Thüringer Kreis.
Seit 1735 führte er eine Praxis beim Reichskammergericht und wurde im selben Jahr zum Kriegskommissar und Senator in Mühlhausen ernannt.
Er spricht sich 1735 bei Diskussionen rund um den Orgelbau in der Marienkirche in Mühlhausen dafür aus, dass für den weiteren Bau ein von Johann Sebastian Bach bei seinem letzten Besuch persönlich vorgeschlagener Orgelbauer, Zacharias Hildebrandt, die Arbeiten übernehmen sollte.
Auf seinen eigenen Wunsch wurde er am 17. Juni 1738 als preußischer Resident in Mühlhausen und im Thüringer Kreis angestellt, blieb aber dennoch Mitglied des Rats der Stadt; am 4. Oktober 1740 erfolgte seine Bestätigung als Resident; er nahm seine Aufgaben als Resident und Mitglied des Rats auch während des Siebenjährigen Krieges wahr. Am 10. November 1771 wurde ihm auf eigenen Wunsch sein Sohn Ludwig als Adjunkt zur Unterstützung gestellt.
Seit 1770 bis zu seinem Tod war er Regierender Bürgermeister von Mühlhausen.

## Schriften (Auswahl)
- Dissertatio Logica De Confvsa Ervditione. Jena, 1721 (Digitalisat).